# Колесурское (сельское поселение)
Колесурское — упразднённое муниципальное образование со статусом сельского поселения в Селтинском районе Удмуртии Российской Федерации.
Административный центр — деревня Колесур.

## История
Статус и границы сельского поселения установлены Законом Удмуртской Республики от 28 января 2005 года № 1-РЗ «Об установлении границ муниципальных образований и наделении соответствующим статусом муниципальных образований на территории Селтинского района Удмуртской Республики».
Законом Удмуртской Республики от 05.04.2021 № 23-РЗ к 18 апреля 2021 года было упразднено в связи с преобразованием Селтинского района в муниципальный округ.

## Население
| 2010 | 2012  | 2013  | 2014 | 2015 | 2016 | 2017 |
| ---- | ----- | ----- | ---- | ---- | ---- | ---- |
| 1064 | ↘1036 | ↘1018 | ↘961 | ↘929 | ↘921 | ↘906 |
| 2018 | 2019  | 2020  |      |      |      |      |
| ↗912 | ↘894  | ↘870  |      |      |      |      |

## Состав сельского поселения
| №  | Населённый пункт | Тип населённого пункта          | Население |
| -- | ---------------- | ------------------------------- | --------- |
| 1  | Большая Нырья    | деревня                         | ↘62       |
| 2  | Кельмовыр-Жикья  | деревня                         | ↘5        |
| 3  | Колесур          | деревня, административный центр | ↘368      |
| 4  | Льнозаводский    | посёлок                         | →159      |
| 5  | Новая Жикья      | деревня                         | ↘56       |
| 6  | Пожгурт          | деревня                         | →108      |
| 7  | Рожки            | деревня                         | ↗8        |
| 8  | Уметьгурт        | деревня                         | ↗230      |
| 9  | Чибьяншур        | деревня                         | ↘3        |
| 10 | Шаклеи           | деревня                         | ↗37       |